# فاماس
فاماس (به فرانسوی:FAMAS) مختصر شده از Fusil d'Assaut de la Manufacture d'Armes de St-Etienne
به معنی تفنگ تهاجمی از کارخانه اسلحه سنت-اتین یک اسلحه تهاجمی طراحی شده و ساخته شده در فرانسه توسط صنایع اسلحه‌سازی فرانسه است.

## معرفی
کار ساخت این سلاح فرانسوی به تلاش‌های فرانسه برای تولید یک سلاح بومی طبق استانداردهای ناتو در سال ۱۹۶۷ بازمی‌گردد. سلاح فاماس در سال ۱۹۷۸ رسماً وارد خدمت در ارتش فرانسه شد.

این سلاح شهرت خود را مدیون عملکرد در طی جنگ خلیج فارس در سال ۱۹۹۱ و همچنین در درگیری‌های مختلف واقع در آفریقا است. این اسلحه از نوع بول پاپ و قفل گلنگدن ان از نوع مکشی تأخیری بوده وسرعت تیراندازی ان بیش از ۹۵۰ تیر در دقیقه است. طول کلی ان ۷۵۷ میلی‌متر و طول لوله ۴۸۸ میلی‌متر بوده و برد مفید این سلاح به ۴۵۰ متر می‌رسد.
قدرت شلیک فاماس، ۱۱۰۰ گلوله در دقیقه و با سرعت ۹۲۵ متر بر ثانیه است. خشاب این سلاح ۳۰ گلوله‌ای است و دقیقاً پشت ماشه قرار دارد. از این تفنگ در جنگ داخلی سوریه، بوسنی و افغانستان به‌طور گسترده استفاده شده‌است. فاماس به داشتن دقت بالا معروف است، اما برخی کاربران از گریپاژ کردن آن شکایت دارند. یک عیب مهم آن، وزن سنگینش است که باعث می‌شود به راحتی قابل جابه‌جایی نباشد.

## جزئیات طراحی

### عملکرد
اسلحه تهاجمی فاماس دارای یک پیکربندی بولپی است که مهمات در پشت این ماژول تغذیه می‌کند. مساحت گیرنده از یک آلیاژ فولادی مخصوص ساخته شده‌است و مبلمان تفنگ از فایبرگلاس ساخته شده‌است. این تفنگ از یک اثر ضربه ای با تأخیر اهرم استفاده می‌کند، اقدامی است که بر روی اسلحه AA-52 مجهز به نمونه‌های اولیه ساخته شده در آزمایش‌های ارتش بین جنگ‌های اول و دوم جهانی انجام شده‌است.

### ارگونومی
حالت آتش با انتخابگر در گارد ماشه کنترل می‌شود، با سه تنظیم: امن (موقعیت مرکزی)، تک تیر (به سمت راست) و آتش خودکار (به سمت چپ). آتش اتوماتیک می‌تواند در انفجار سه تیر (رفل) یا کاملاً اتوماتیک باشد. این است که توسط یکی دیگر از انتخاب کننده، در زیر مسکن و پشت مجله مشخص شده‌است.

1. قنداق پلاستیکی
2. قسمت جداشونده
3. پد متحرک (اجازه می‌دهد تا شما را از دست راست به دست چپ تغییر دهید)
4. Mobile assembly and ejection port
5. خارها
6. دوپایه
7. محافظ دست
8. ضامن
9. نارنجک‌انداز
10. Grenade support
11. مگسک
12. لوله
13. انتخاب کنترل آتش
14. ماشه
15. جداکننده خشاب
16. خشاب
17. شماره سریال
18. حلقه زنجیر

## نبردها
- جنگ ۱۹۸۲ لبنان[۹]
- منازعه چاد و لیبی
- جنگ خلیج فارس[۹]
- جنگ بوسنی
- جنگ در افغانستان[۱۰]
- عملیات سروال[۱۱]
- عملیات برخان[۱۲]
- جنگ داخلی سوریه[۱۳]

## کاربران

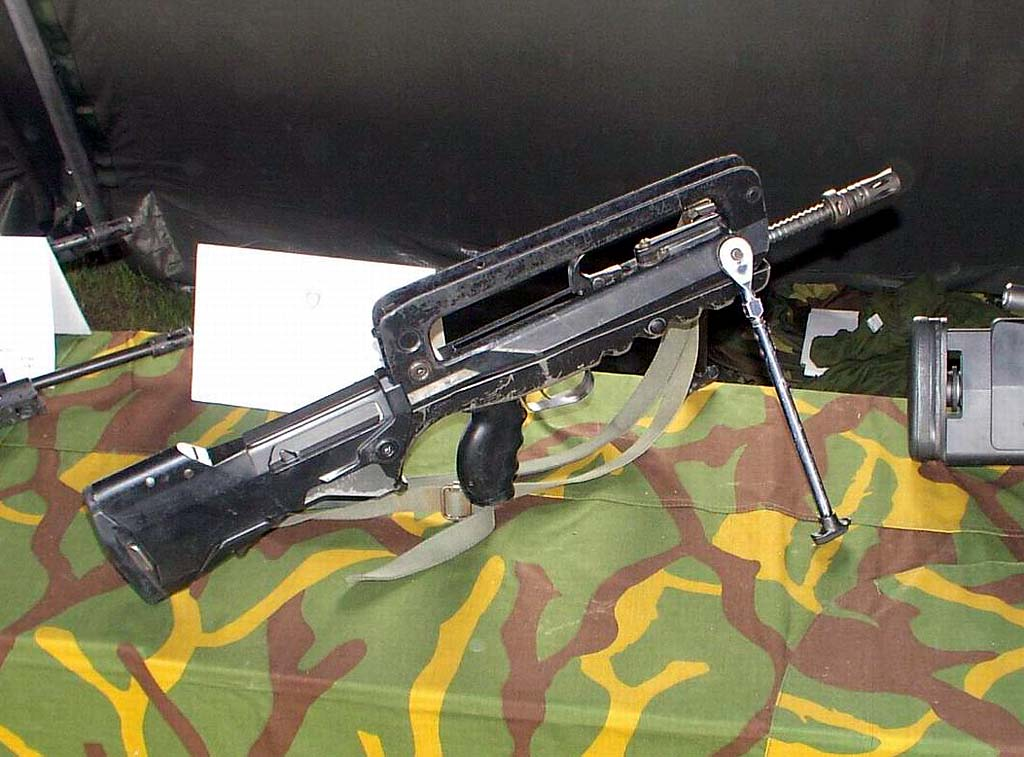
FAMAS F1 توسط نیروهای ویژه پلیس صرب استفاده می‌شود.

- آرژانتین
- جیبوتی[۱۴]
- فرانسه[۱۵]
- گابن
- اندونزی[۱۶]
- لبنان
- پاپوآ گینه نو[۱۷]
- سنگال
- صربستان[۱۸]
- National Coalition for Syrian Revolutionary and Opposition Forces
- امارات متحده عربی}[۹]
- وانواتو
- ونزوئلا[۱۹]
- عراق